# Південна Македонія (РПМ)
Південна Македонія - область в межах Республіки Македонія, яка простягається на схід до кордону з Болгарією, на північ до середньої течії річки Вардар і міста Велес, на захід до гір Баба, Бігла і Давтика, а на південь до кордону з Грецією (продовжується в Егейській Македонії).
Рельєфні гори та долини цього регіону належать до старих масивних гір Родопської системи, а річки переважно належать до басейну Егейського моря. Найбільші річки регіону – Црна Река, Струмиця, Крива Лакавица, Семниця та інші.
До цього регіону входять міста Бітола, Прилеп, Кавадарці, Неготіно, Демір Капія, Гевгелія, Богданці, Валандово та Струмиця, а також етногеографічні райони Маріово та Тіквеш.

## Пов'язані
- Східна Македонія (РПМ)
- Західна Македонія (РПМ)
- Північна Македонія (РПМ)